# Gobitytan
Gobitytan (Gobititan shenzhouensis) – dinozaur z grupy tytanozaurów (Titanosauria)
Żył w epoce późnej kredy (ok. 96 mln lat temu) na terenach wschodniej Azji. Długość ciała ok. 10 m, wysokość ok. 4 m, masa ok. 10 t. Jego szczątki znaleziono w Chinach (w prowincji Gansu).
Opisany na podstawie fregmentarycznych skamieniałości. Był wczesnym, bazalnym przedstawicielem taksonu Titanosauria.